# Ulica Jana Brożka w Krakowie
Ulica Jana Brożka – ulica w Krakowie, położona w całości w administracyjnej dzielnicy XIII Podgórze.

## Przebieg
Ulica zaczyna swój bieg na przy skrzyżowaniu z ulicą Kapelanka, Wacława Lipińskiego i Stefana Grota-Rowickiego, gdzie staje się fizycznym przedłużeniem tej trzeciej. Na początkowym odcinku, kilkadziesiąt metrów przy początku ulicy, w kierunku wschodnim, arteria przecina „Park Rzeczny Wilga” oraz przebiega przez wiadukt nad rzeką Wilgą. Następnie biegnie dalej w kierunku wschodnim w kierunku skrzyżowania z ulicą Wadowicką i ks. Józefa Tischnera, by tam zakończyć bieg. Jej przedłużeniem w tamtym miejscu staje się ta druga.

## Infrastruktura
Ulicę Jana Brożka tworzy czteropasmowa ulica z przebiegającym wzdłuż torowiskiem tramwajowym. W ciągu ulicy znajdują się trzy przystanki tramwajowo-autobusowe należące do MPK Kraków – „Borsucza”, „Brożka” oraz pętla tramwajowa „Łagiewniki”. W otoczeniu arterii znajdują się m.in.: Park Rzeczny Wilga, zajezdnia tramwajowa „Podgórze” oraz pętla tramwajowa „Łagiewniki”, a także pawilony handlowo-usługowe wypełniające w znacznej części otoczenie ulicy oraz osiedla mieszkaniowe.